# Tomopterna damarensis
Espèce
Statut de conservation UICN

 DD  : Données insuffisantes
Tomopterna damarensis est une espèce d'amphibiens de la famille des Pyxicephalidae.

## Répartition
Cette espèce a été découverte dans les environs de Khorixas, un village du Nord-Ouest de la Namibie,.

## Publication originale
- Dawood & Channing, 2002 : Description of a new cryptic species of African sand frog, Tomopterna damarensis (Anura: Ranidae), from Namibia. African Journal of Herpetology, vol. 51, p. 129-134.